# Ischnocolinopsis acutus
Ischnocolinopsis
Genre
Espèce
Ischnocolinopsis acutus, unique représentant du genre Ischnocolinopsis, est une espèce fossile d'araignées mygalomorphes de la famille des Theraphosidae.

## Distribution
Cette espèce a été découverte dans de l'ambre de République dominicaine. Elle date du Néogène (Burdigalien/Langhien).

## Publication originale
- (de) Jörg Wunderlich, Die fossilen Spinnen im dominikanischen Bernstein., vol. 2, coll. « Beiträge zur Araneologie », 1988, 1–378 p..